# Bundesstraße 70
De Bundesstraße 70 (B70) is een weg in de Duitse deelstaten Nedersaksen en Noordrijn-Westfalen.
Ze begint bij afrit Neermoor van de A31 en loopt door Leer, Papenburg, Meppen, Lingen, Rheine, Gronau, Ahaus en Borken naar Wesel.
Nedersaksen
De B70 begint op de afrit Neermoor A31. Bij de afrit Leer-Nord kruist de B70 de A31, waarna ze vanaf afrit Leer-Nord samen met de B436 door Leer loopt. Ten zuidoosten van Leer kruist ze de uit. De B70 loopt door Papenburg en kruist achtereenvolgens het Seitenkanal Gleesen-Papenburg, de B401 en het Küstenkanal, loopt door Haren waar de B408 aansluit en komt in Meppen waar ze de B402 kruist. De B70 loopt door Geeste, kruist het Dortmund-Eemskanaal, loopt langs Lingen waar ze samenloopt met de B213 en de B214 aansluit. De B70 loopt verder en kruist net voor de afrit Rheine-Nord A30 de deelstaatgrens met Noordrijn-Westfalen.
Noordrijn-Westfalen
Ze kruist afrit Rheine-Nord de A30 en loopt langs Rheine waar de B481 aansluit, Neuenkirchen en Wettringen waar de B499 aansluit, langs Steinfurt en kruist ze de B54 bij afrit Metelen. De B70 loopt verder door Heek en sluit bij afrit Heek aan op de A31.
De B70 begint weer op de afrit Gronau-West van de B54, loopt langs Gronau-Epe, Alstätte, Vreden en Oeding. Ten oosten van Oeding loopt ze via de rondweg van Südlohn], waar ze afbuigt en loopt langs Weseke en Borken, waar de weg de B67 kruist, door Raesfeld waar ze samenloopt met de B224, door de Hohe Mark kruist de A3 en eindigt in de stad Wesel op een kruising met de B58.
B1 · B3 · B7 · B8 · B9 · B10 · B26 · B27 · B35 · B37 · B38 · B39 · B40 · B41 · B42 · B43 · B43a · B44 · B45 · B47 · B48 · B49 · B50 · B51 · B52 · B53 · B54 · B55 · B55a · B56 · B56n · B57 · B58 · B59 · B61 · B62 · B63 · B64 · B65 · B66 · B66n · B67 · B68 · B70 · B80 · B83 · B84 · B219 · B220 · B221 · B223 · B224 · B225 · B226 · B227 · B228 · B229 · B230 · B231 · B233 · B234 · B235 · B236 · B237 · B238 · B239 · B241 · B249 · B250 · B251 · B252 · B253 · B254 · B255 · B256 · B257 · B258 · B259 · B260 · B261 · B262 · B263 · B264 · B265 · B266 · B267 · B268 · B269 · B270 · B271 · B272 · B274 · B275 · B277a · B278 · B279 · B284 · B288 · B323 · B324 · B326 · B327 · B399 · B400 · B403 · B405 · B406 · B407 · B409 · B410 · B411 · B412 · B413 · B414 · B416 · B417 · B418 · B419 · B420 · B421 · B422 · B423 · B424 · B426 · B427 · B428 · B429 · B448 · B449 · B450 · B451 · B452 · B453 · B454 · B455 · B456 · B457 · B458 · B459 · B460 · B469 · B473 · B474 · B475 · B476 · B477 · B478 · B479 · B480 · B481 · B482 · B483 · B484 · B485 · B486 · B487 · B488 · B489 · B499 · B504 · B506 · B507 · B508 · B509 · B510 · B511 · B513 · B514 · B515 · B516 · B517 · B519 · B520 · B521 · B525 · B528 · B611
B1 · B3 · B3n · B4 · B5 · B6 · B6n · B27 · B51 · B61 · B64 · B65 · B68 · B69 · B70 · B71 · B72 · B73 · B74 · B74n · B75 · B79 · B80 · B82 · B83 · B188 · B190n · B191 · B195 · B207 · B209 · B210 · B211 · B212 · B213 · B214 · B215 · B216 · B217 · B218 · B238 · B239 · B240 · B241 · B242 · B243 · B243a · B244 · B245a · B247 · B248 · B322 · B401 · B402 · B403 · B404 · B408 · B431 · B433 · B434 · B435 · B436 · B437 · B438 · B439 · B440 · B441 · B442 · B443 · B444 · B445 · B446 · B447 · B461 · B475 · B482 · B490 · B493 · B494 · B495 · B496 · B497 · B524 · B530